# Khamkeuth
Khamkheut, có khi viết là Khamkeut hoặc Khamkeuth (tiếng Lào: ຄຳເກີດ) là một huyện (muang, mường) thuộc tỉnh Borikhamxay ở trung Lào. Huyện này giáp với Nghệ An và Hà Tĩnh của Việt Nam.
Trước thế kỷ 20, sử người Việt gọi địa danh này là Cam Cát, một thời thuộc Xứ Nghệ của nhà Lê, đến thời Pháp thuộc mới phụ thuộc nước Lào.